# Paraliochthonius weygoldti
Espèce
Paraliochthonius weygoldti est une espèce de pseudoscorpions de la famille des Chthoniidae.

## Distribution
Cette espèce est endémique de Floride aux États-Unis. Elle se rencontre sur Big Pine Key.

## Description
Le mâle holotype mesure 1,11 mm et la femelle paratype 1,19 mm.

## Étymologie
Cette espèce est nommée en l'honneur de Peter Weygoldt.

## Publication originale
- Muchmore, 1967 : Two new species of pseudoscorpion, genus Paraliochthonius. Entomological News, vol. 78, p. 155-162.